# عبد العزيز البلوي
عبد العزيز عبد الله البلوي لاعب كرة قدم سعودي يلعب حالياً في نادي الوطني.

## مسيرة اللاعب
لعب سابقاً في نادي الوطني ونادي الشعلة ونادي حقل.